# WASP-38
WASP-38 (Irena) – gwiazda typu widmowego F znajdująca się w gwiazdozbiorze Herkulesa 446 lat świetlnych od Ziemi. Wokół WASP-38 orbituje planeta WASP-38 b (Iztok). 

## Układ planetarny
W 2010 roku odkryto planetę krążącą wokół WASP-38, której nadano nazwę WASP-38 b (Iztok). Odkrycia dokonano metodą tranzytu w ramach projektu SuperWASP. 

## Nazwa
Gwiazda ma nazwę własną Irena, będącą imieniem damy dworu z powieści Pod svobodnim soncem którą napisał słoweński pisarz Fran Saleški Finžgar. Nazwa została wyłoniona w konkursie zorganizowanym w 2019 roku przez Międzynarodową Unię Astronomiczną w ramach stulecia istnienia organizacji. Uczestnicy ze Słowenii mogli wybrać nazwę dla tej gwiazdy. Spośród nadesłanych propozycji zwyciężyła nazwa Irena dla gwiazdy i Iztok dla planety.